# Chimney Bluffs State Park
Chimney Bluffs State Park ist ein State Park im Gebiet der Town of Huron in Wayne County, New York. Der Park umfasst eine Fläche von 597 acre (2,42 km²) und liegt an der Südküste des Ontariosees, östlich der Sodus Bay. Der Park ist bekannt für die großen Mergel-Formationen („Chimneys“ und „Bluffs“), die man von den Wanderwegen entlang des Ufers besichtigen kann.

## Geographie
Der Park liegt auf einer Landzunge zwischen der Sodus Bay im Westen (mit dem Garner Point) und der East Bay im Osten. Das Gebiet ist geprägt von zahlreichen Feuchtgebieten (Root Swamp u. a.). Garner Road und East Bay Road bilden die Zufahrten. Im Park gibt es auch einen Strand, der östliche Teil ist jedoch durch Drumlins, tropfenförmigen Hügeln aus Geschiebemergel, die von Gletschern während des letzten Eiszeitalters geformt wurden, und die namengebenden Chimneys (Erdpyramiden, „Schornsteine“) und Bluffs (Klippen) geprägt.

## Geologie

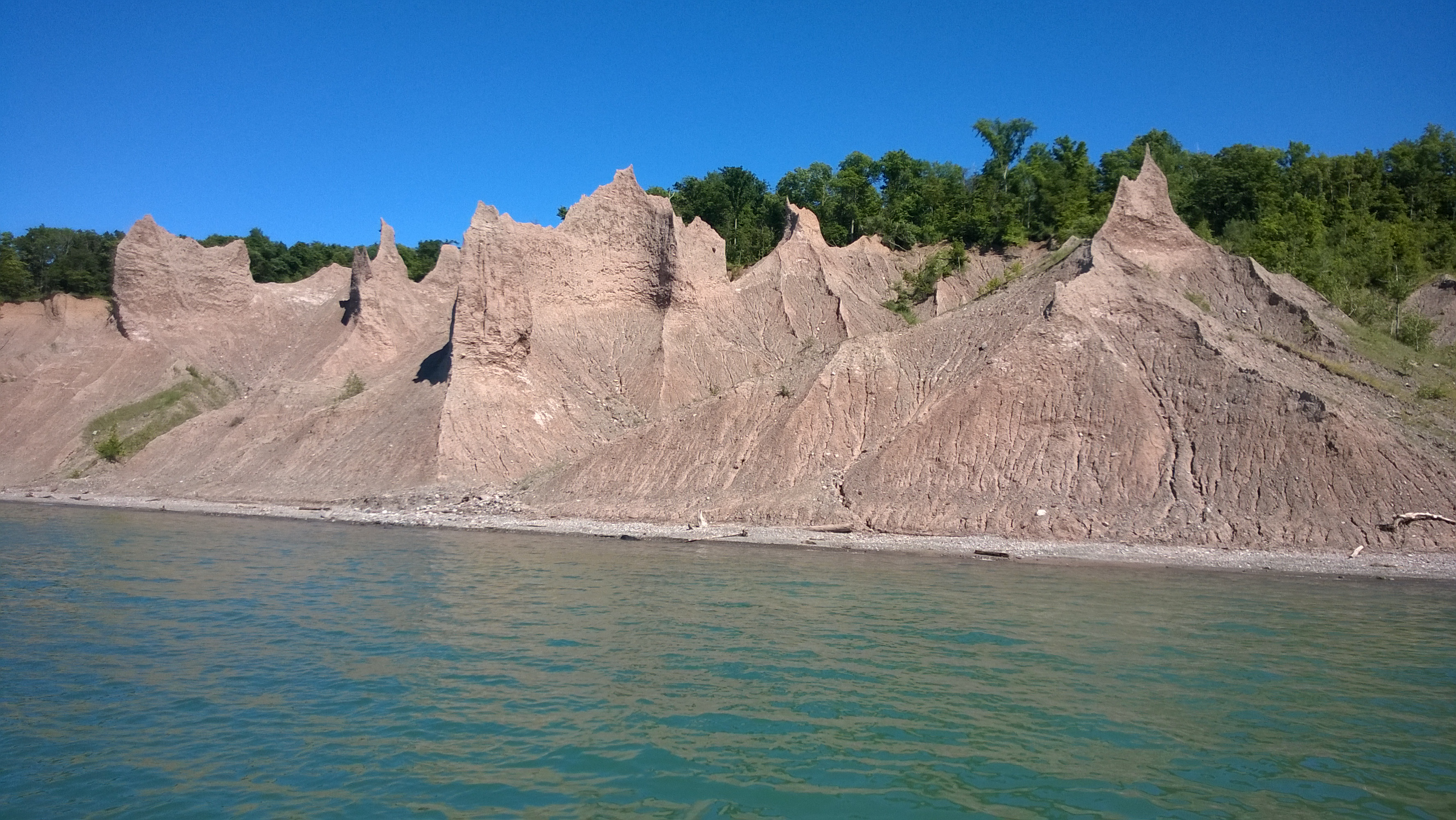
Ein Teil der Chimney Bluffs 2014.

Die Bluffs entstanden durch Erosion aus Drumlins. Erosion durch Wind, Regen, Schnee und Dünung haben tiefe Furchen im weichen Boden hinterlassen, die zu pittoresken Klippen und scharfen Nadeln herausmodelliert wurden. Auch wenn die Nadeln und Klippen, von denen einige über 46 m über das Seeufer aufsteigen, schon seit tausenden Jahren bestehen, sind sie in ständiger Veränderung und fortschreitender Erosion begriffen. Durchschnittlich beträgt die Erosions-Rate 0,3 bis 1,5 m pro Jahr.
Die Küstenlinie des Lake Ontario zwischen Sodus Bay und Oswego weist zahlreiche Bluffs auf. Die Chimney Bluffs sind dabei die meistbesuchten. jährlich kommen über 100.000 Besucher.

## Geschichte
Das Gebiet von Chimney Bluffs war seit langem eine bekannte Landmarke. Früher nutzten wohl schon Schmuggler das Gebiet als Landeplatz, wenn sie während der Prohibition Schnaps von Kanada in die Staaten schmuggelten. Das Gebiet wurde vom Staat New York 1963 erworben, nachdem es informell als privates Erholungsgebiet gedient hatte.
Bis 1999 wurden keine Baumaßnahmen durchgeführt. erst dann wurde ein Parkplatz, ein Service Building mit geheizten Toiletten, Picknickplätze mit Grillstellen und Wanderwege angelegt.

## Freizeitmöglichkeiten
Der Park bietet Möglichkeiten zum Picknicken und Wandern. Schwimmen ist verboten. Im Winter gibt es Möglichkeiten zum Langlaufen und einen Ausgangspunkt für Schneemobilfahrten.
Es gibt Wanderwege von ca. 4 mi (6,4 km) Länge Der Hauptweg entlang der Bluffs zwischen Westl- und Ost-Eingang ist ca. 1 mi (1,6 km) lang.
Von einigen Aussichtspunkten im Park sieht man die Nine Mile Point Nuclear Generating Station, 25 mi (40 km) weiter nordöstlich, sowie die Kohlemeiler in Oswego.